# Grands-échezeaux
Un grands-échezeaux est un vin français d'appellation d'origine contrôlée produit sur le climat des Grands Échezeaux à Flagey-Echézeaux, en Côte-d'Or. Il est classé parmi les grands crus de la côte de Nuits, en Bourgogne.

## Histoire

### Antiquité
L’édit de l'empereur romain Domitien, en 92, interdisait la plantation de nouvelles vignes hors d’Italie ; il fit arracher partiellement les vignes en Bourgogne afin d’éviter la concurrence. Le vignoble résultant suffisait aux besoins locaux. Mais Probus annula cet édit en 280. En 312, un disciple d'Eumène rédigea la première description du vignoble de la Côte d'Or.

### Moyen Âge

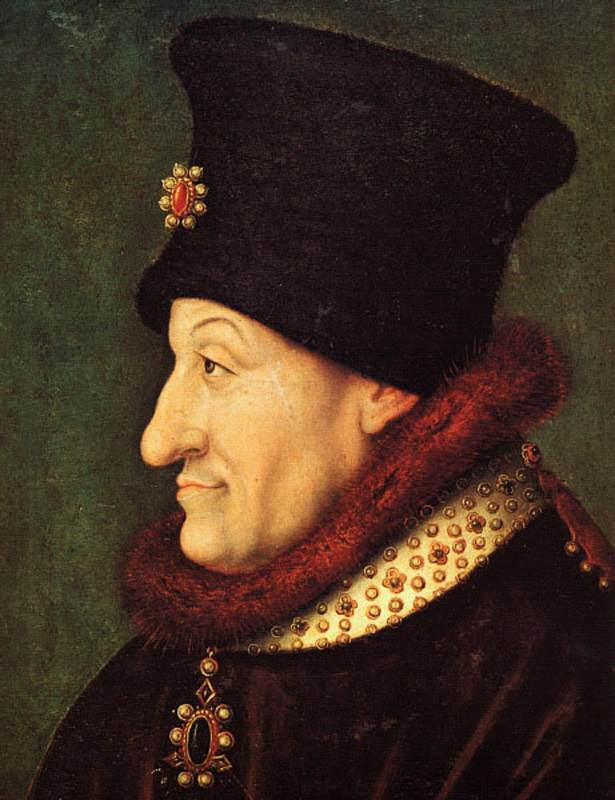
Philippe II le Hardi

Dès le début du VIe siècle, l’implantation du christianisme avait favorisé l’extension de la vigne par la création d’importants domaines rattachés aux abbayes. Ainsi l'abbaye de Cîteaux (créée en 1098) avec des plantations en Côte-d'Or. En l'an 1395, Philippe le Hardi décida d’améliorer la qualité des vins et interdit la culture du gamay au profit du pinot noir dans ses terres. Enfin en 1416, Charles VI fixa par un édit les limites de production du vin de Bourgogne. En 1422, d'après les archives, les vendanges  eurent lieu en Côte de Nuits au mois d'août. A à la mort de Charles le Téméraire, le vignoble de Bourgogne fut rattaché à la France, sous le règne de Louis XI.

### Période moderne
Aussi, en 1700, l'intendant Ferrand rédigea-t-il un « Mémoire pour l'instruction du duc de Bourgogne » lui indiquant que dans cette province les vins les meilleurs provenaient des « vignobles [qui] approchent de Nuits et de Beaune ».

### Période contemporaine

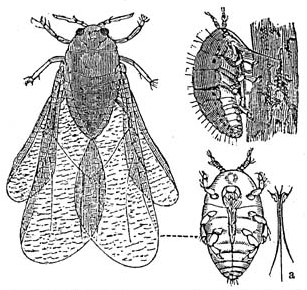
Phylloxéra

#### XIXesiècle
Dans les décennies 1830-1840, la pyrale survint et attaqua les feuilles de la vigne. Elle fut suivie d'une maladie cryptogamique, l'oïdium. Le millésime 1865 a donné des vins aux teneurs naturelles en sucres très élevées et des vendanges assez précoces. À la fin de ce siècle arrivèrent deux nouveaux fléaux de la vigne. Le premier fut le mildiou, autre maladie cryptogamique, le second le phylloxéra. Cet insecte térébrant venu d'Amérique mis très fortement à mal le vignoble. Après de longues recherches, on finit par découvrir que seul le greffage permettrait à la vigne de pousser en présence du phylloxéra. 

#### XXesiècle
Le mildiou provoqua un désastre considérable en 1910. Henri Gouges avait rejoint au niveau national le combat mené par le sénateur Joseph Capus et le baron Pierre Le Roy de Boiseaumarié qui allait aboutir à la création des appellations d'origine contrôlée. Il devint le bras droit du baron à l'INAO. Ainsi cette AOC fut créée en 1937. Apparition de l'enjambeur dans les années 1960-70, qui remplace le cheval. Les techniques en viticulture et œnologie ont bien évolué depuis 50 ans (vendange en vert, table de triage, cuve en inox, pressoir électrique puis pneumatique etc.).

#### XXIesiècle
Avec la canicule de 2003, les vendanges débutèrent pour certains domaines cette année-là à la mi-août, soit avec un mois d'avance, des vendanges très précoces qui ne s'étaient pas vues depuis 1422 et 1865 d'après les archives.

## Situation géographique

### Climatologie
C'est un climat tempéré à légère tendance continentale.
Pour la ville de Dijon (316 m), les valeurs climatiques jusqu'à 1990 :
| Mois                              | jan. | fév. | mars | avril | mai  | juin | jui. | août | sep. | oct. | nov. | déc. | année |
| --------------------------------- | ---- | ---- | ---- | ----- | ---- | ---- | ---- | ---- | ---- | ---- | ---- | ---- | ----- |
| Température minimale moyenne (°C) | −1   | 0,1  | 2,2  | 5     | 8,7  | 12   | 14,1 | 13,7 | 10,9 | 7,2  | 2,5  | −0,2 | 6,3   |
| Température moyenne (°C)          | 1,6  | 3,6  | 6,5  | 9,8   | 13,7 | 17,2 | 19,7 | 19,1 | 16,1 | 11,3 | 5,6  | 2,3  | 10,5  |
| Température maximale moyenne (°C) | 4,2  | 7    | 10,8 | 14,7  | 18,7 | 22,4 | 25,3 | 24,5 | 21,3 | 15,5 | 8,6  | 4,8  | 14,8  |
| Précipitations (mm)               | 49,2 | 52,5 | 52,8 | 52,2  | 86,3 | 62,4 | 51   | 65,4 | 66,6 | 57,6 | 64,2 | 62   | 732,2 |

## Vignoble

### Présentation
Le vignoble s'étend sur la commune de Flagey-Echézeaux. Classés en grand cru, il comprend 8,04 hectares de vins rouges. La production donne 278 hectolitres de vins rouges.

### Encépagement
Le pinot noir compose exclusivement les vins rouges de l'AOC. Il est constitué de petites grappes denses, en forme de cône de pin composées de grains ovoïdes, de couleur bleu sombre. C'est un cépage délicat, qui est sensible aux principales maladies et en particulier au mildiou, au rougeot parasitaire, à la pourriture grise (sur grappes et sur feuilles), et au cicadelles. Ce cépage, qui nécessite des ébourgeonnages soignés, a tendance à produire un nombre important de grapillons. Il profite pleinement du cycle végétatif pour mûrir en première époque. Le potentiel d'accumulation des sucres est élevé pour une acidité juste moyenne et parfois insuffisante à maturité. Les vins sont assez puissant, riches, colorés, de garde. Ils sont moyennement tanniques en général.

### Méthodes culturales

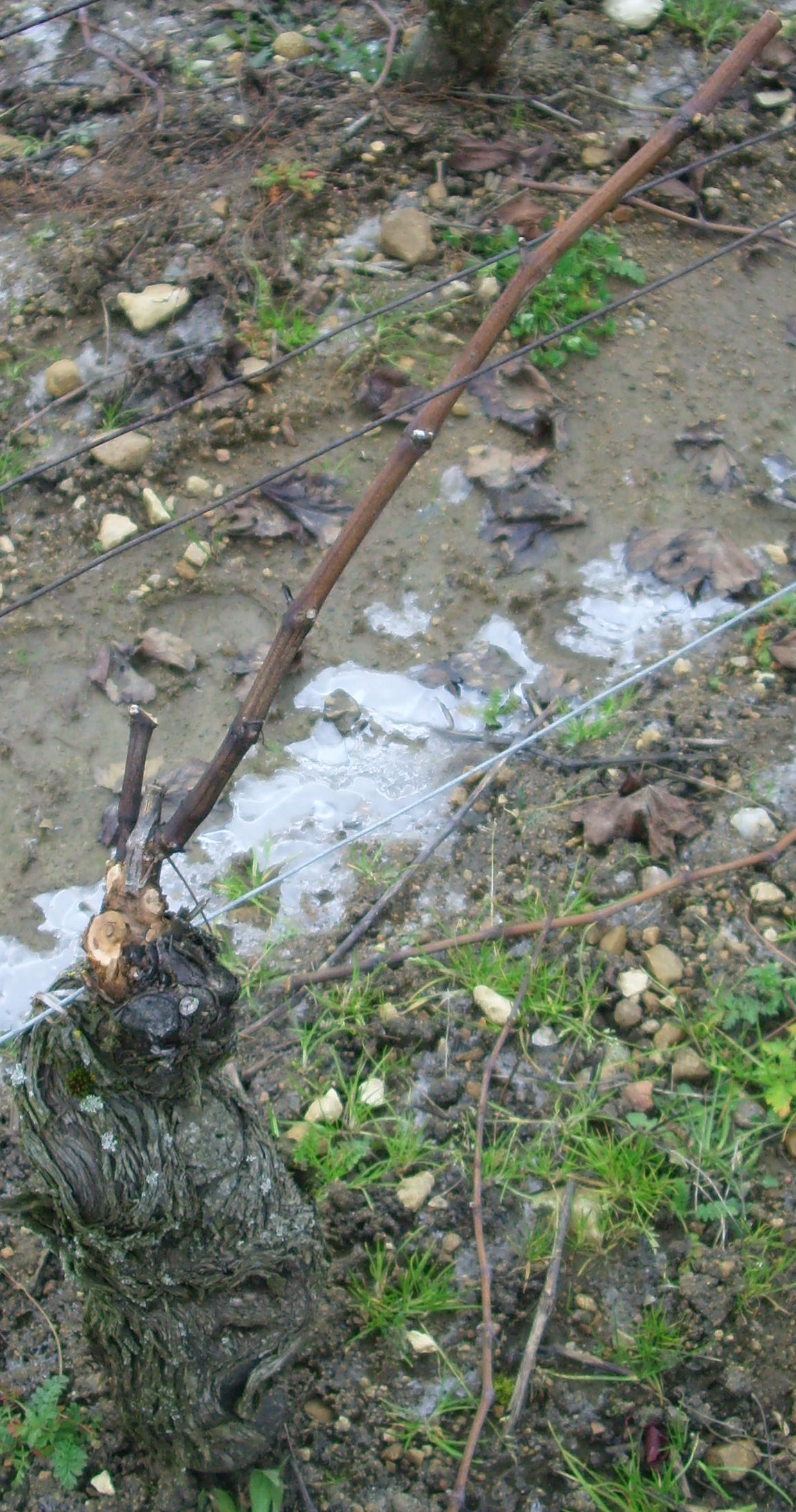
Pied de vigne taillé en Guyot simple

#### Travail manuel
Ce travail commence par la taille, en « guyot simple », avec une baguette de cinq à huit yeux et un courson de un à trois yeux. Le tirage des sarments suit la taille. Les sarments sont enlevés et peuvent être brûlés ou mis au milieu du rang pour être broyés. On passe ensuite aux réparations. Puis vient le pliage des baguettes. Éventuellement, après le pliage des baguettes, une plantation de nouvelles greffes est réalisée. L'ébourgeonnage peut débuter dès que la vigne a commencé à pousser. Cette méthode permet, en partie, de réguler les rendements. Le relevage est pratiqué lorsque la vigne commence à avoir bien poussé. En général, deux à trois relevages sont pratiqués. La vendange en vert est pratiquée de plus en plus dans cette appellation. Cette opération est faite dans le but de réguler les rendements et surtout d'augmenter la qualité des raisins restants. Pour finir avec le travail manuel à la vigne, se réalise l'étape importante des vendanges.

#### Travail mécanique
L'enjambeur est d'une aide précieuse. Les différents travaux se composent du broyage des sarments, réalisé lorsque les sarments sont tirés et mis au milieu du rang. De trou fait à la tarière, là où les pieds de vignes sont manquants, en vue de planter des greffes au printemps. De labourage ou griffage, réalisé dans le but d'aérer les sols et de supprimer des mauvaises herbes. De désherbage fait chimiquement pour tuer les mauvaises herbes. De plusieurs traitements des vignes, réalisés dans le but de les protéger contre certaines maladies cryptogamiques (mildiou, oïdium, pourriture grise, etc.) et certains insectes (eudémis et cochylis). De plusieurs rognages consistant à reciper ou couper les branches de vignes (rameaux) qui dépassent du système de palissage.

### Rendements
Les rendements sont de l'ordre de 35 hectolitres par hectare. 

## Vins

### Titres alcoométriques volumique minimal et maximal
| AOC                           | Rouge   | Rouge   |
| Titre alcoométrique volumique | minimal | maximal |
| Grand cru                     | 11,5 %  | 14,5 %  |

### Vinification et élevage
Voici les méthodes générales de vinification de cette appellation. Il existe cependant des petites différences de méthode entre les différents viticulteurs et négociants.

#### Vinification en rouge
La récolte des raisins se fait à maturité et de façon manuelle ou mécanique. La vendange manuelle est le plus souvent triée, soit à la vigne soit à la cave avec une table de tri, ce qui permet d'enlever les grappes pourries ou insuffisamment mûres. La vendange manuelle est généralement éraflée puis mise en cuve. Une macération pré-fermentaire à froid est quelquefois pratiquée. La fermentation alcoolique peut démarrer, le plus souvent après un levurage. Commence alors le travail d'extraction des polyphénols (tanins, anthocyanes) et autres éléments qualitatifs du raisin (polysaccharides etc.). L'extraction se faisait par pigeage, opération qui consiste à enfoncer le chapeau de marc dans le jus en fermentation à l'aide d'un outil en bois ou aujourd'hui d'un robot pigeur hydraulique. Plus couramment, l'extraction est conduite par des remontages, opération qui consiste à pomper le jus depuis le bas de la cuve pour arroser le chapeau de marc et ainsi lessiver les composants qualitatifs du raisin. Les températures de fermentation alcoolique peuvent être plus ou moins élevées suivant les pratiques de chaque vinificateur avec une moyenne générale de 28 à 35 degrés au maximum de la fermentation. La chaptalisation est réalisée si le degré naturel est insuffisant : cette pratique est réglementée. À l'issue de la fermentation alcoolique suit l'opération de décuvage qui donne le vin de goutte et le vin de presse. La fermentation malolactique se déroule après mais est dépendante de la température. Le vin est soutiré et mis en fût ou cuve pour son élevage. L'élevage se poursuit pendant plusieurs mois (12 à 24 mois) puis le vin est collé, filtré et mis en bouteilles.

### Gastronomie, garde et température de service
D'une durée de garde allant de 5 à 15 ans (20 ans pour les grands millésimes).